# SMS Oldenburg (1912)
El SMS Oldenburg fue un acorazado tipo dreadnought de la clase Helgoland de la Kaiserliche Marine. Fue puesto en grada el 1 de marzo de 1909 en los astilleros Schichau-Werft en Danzig. El Oldenburg fue botado el 30 de junio de 1910 y dado de alta el 1 de mayo de 1912.

## Diseño

### Dimensiones y maquinaria

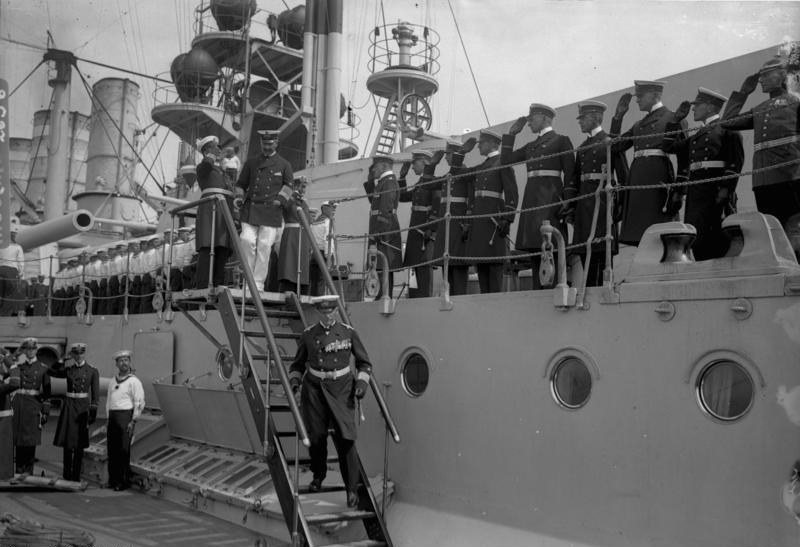
El Kaiser Guillermo II descendiendo del SMS Oldenburg.

El Oldenburg tenía una eslora de 167,20 m, una manga de 28,50 m y un calado de 8,94 m para un desplazamiento estándar de 24 700 t y 22 808 t a plena carga. Se propulsaba mediante 3 hélices accionadas por tres máquinas de vapor cilíndricas de triple expansión que producían 22 000 caballos de vapor, lo que le permitía desarrollar una velocidad máxima de 20,8 nudos con una autonomía de 10 186 kilómetros a 10 nudos.
El Oldenburg y sus gemelos se distinguían de sus predecesores, la clase Nassau, por tener tres chimeneas en comparación con la única de los buques anteriores, y por la carencia de la grúa a mitad del buque.

### Armamento
El Oldenburg estaba armado con 12 cañones de 305 mm (12”), montados en torretas dobles en la misma configuración hexagonal que sus predecesores de la clase Nassau, con una torreta a proa, otra a proa y cuatro en la zona central, colocadas dos por banda. La artillería secundaria estaba compuesta por catorce piezas de 150 mm (5,9”) y otras tantas de 88 mm (3,4”) antiaéreas en montajes simples a lo largo del buque. El Oldenburg también estaba armado con seis tubos lanzatorpedos de 500 mm.

### Blindaje
El Oldenburg tenía un cinturón blindado de 300 mm y una cubierta de 76 mm en las áreas menos críticas. Las barbetas estaban protegidas también por placas de 300 mm al igual que las torretas.

## Historial de servicio
Durante la Primera Guerra Mundial, el Oldenburg tomó parte en varias acciones con la flota tanto en el mar del Norte como en el mar Báltico como parte de la I escuadra de combate. El Oldenburg, junto con sus tres gemelos, participó en la Batalla de Jutlandia en 1916. Durante la batalla, el Oldenburg disparó 53 disparos de 305 mm (12”) y recibió un impacto de artillería secundaria, con unas pérdidas a bordo de 8 muertos y 14 heridos.

## Últmos años
El Oldenburg y sus tres gemelos debían haber participado en una acción final de la flota a finales de octubre de 1918, días antes de que el Armisticio entrara en vigor. La mayor parte de la Flota de Alta Mar debía haber zarpado de su base en Wilhelmshaven para enfrentarse a la Gran Flota británica. Scheer, ahora Gran Almirante (Großadmiral) de la flota, tenía la intención de infligir el mayor daño posible a la marina británica para mejorar la posición negociadora de Alemania, a pesar de las bajas esperadas. Pero muchos de los marineros, cansados de la guerra, sintieron que la operación perturbaría el proceso de paz y prolongaría la guerra. En la mañana del 29 de octubre de 1918 se dio la orden de zarpar de Wilhelmshaven al día siguiente. A partir de la noche del 29 de octubre, los marineros del Thüringen y luego de varios otros acorazados, se amotinaron. Los disturbios finalmente obligaron a Hipper y Scheer a cancelar la operación. Informado de la situación, el Kaiser declaró: "Ya no tengo marina".
Tras la capitulación de Alemania en noviembre de 1918, los buques capitales más modernos de la Flota de Alta Mar, bajo el mando del contralmirante Ludwig von Reuter, fueron internados en la base naval británica de Scapa Flow, pero el Oldenburg, comandado por Hermann Bauer y el resto del I Escuadrón permanecieron en Alemania. En la mañana del 21 de junio de 1919, la flota británica abandonó Scapa Flow para realizar maniobras de entrenamiento y, en su ausencia, Reuter ordenó a las tripulaciones hundir los diez acorazados y cinco cruceros de batalla internados en Scapa Flow. Como consecuencia, y para reponer los buques hundidos, el Oldenburg fue eliminado del registro naval alemán el 5 de noviembre de 1919 y puesto fuera de servicio,debiendo ser entregado a los aliadas. El destino de los ocho acorazados alemanes restantes quedó determinado en el Tratado de Versalles, que establecía que los barcos debían ser desarmados y entregados a los gobiernos de las principales potencias aliadas. Fue entregado a Japón como "M" el 13 de mayo de 1920. La Armada japonesa no necesitaba en realidad el buque; fue vendido casi de inmediato a una empresa de desguace de barcos británica en junio de 1920 y desguazado al año siguiente en Dordrecht, Países Bajos.